# Janusz Iliński
Janusz Iliński (ur. 14 listopada 1896, zm. 16 lipca 1961 w Paryżu) – podpułkownik dyplomowany kawalerii Wojska Polskiego, działacz niepodległościowy, kawaler Orderu Virtuti Militari.

## Życiorys
Służył w 14 pułku ułanów jazłowieckich. Od 16 czerwca do 30 listopada 1919 był słuchaczem I Kursu Wojennej Szkoły Sztabu Generalnego w Warszawie. Podczas wojny z bolszewikami pełnił obowiązki szefa sztabu 4 Brygady Jazdy. Wyróżnił się 28 czerwca 1920 w bitwie pod Kilikijowem, za co później został odznaczony Krzyżem Srebrnym Orderu Virtuti Militari.
W 1921 pełnił służbę w Polskiej Misji Wojskowej we Francji. W latach 1920–1922 był słuchaczem Wyższej Szkoły Wojennej (franc. École supérieure de guerre) w Paryżu. 28 lutego 1921 został zatwierdzony z dniem 1 kwietnia 1920 w stopniu porucznika, w kawalerii, w „grupie byłych Korpusów Wschodnich i byłej armii rosyjskiej”. 3 maja 1922 został zweryfikowany w stopniu rotmistrza ze starszeństwem od 1 czerwca 1919 i 386. lokatą w korpusie oficerów jazdy (od 1924 – kawalerii).
Z dniem 15 lutego 1923, po ukończeniu studiów i otrzymaniu „pełnych kwalifikacji do pełnienia służby na stanowiskach Sztabu Generalnego” został przydzielony do Inspektoratu Jazdy przy Inspektorze Armii Nr 5 we Lwowie na stanowisko oficera sztabu. W tym samym roku został przeniesiony do Sztabu Generalnego na stanowisko oficera do zleceń specjalnych (od 1924 – adiutanta przybocznego) szefa Sztabu Generalnego, gen. dyw. Stanisława Hallera. W czasie studiów wojskowych we Francji, a następnie służby sztabowej pozostawał oficerem nadetatowym 3 pułku ułanów śląskich. 1 grudnia 1924 awansował na majora ze starszeństwem z dniem 15 sierpnia 1924 i 40. lokatą w korpusie oficerów kawalerii. Z dniem 1 lutego 1925 został wyznaczony na stanowisko pomocnika attaché wojskowego przy Poselstwie Polskim w Paryżu. Z dniem 31 maja 1930 został przeniesiony z Oddziału II SG w stan nieczynny. Z dniem 30 listopada 1931 został przeniesiony do rezerwy. W 1934, jako oficer rezerwy pozostawał w ewidencji Powiatowej Komendy Uzupełnień Warszawa Miasto III. Posiadał przydział do Oficerskiej Kadry Okręgowej Nr I. Był wówczas w grupie oficerów „przebywających stale zagranicą”.
3 września 1939 został powołany do składu Polskiej Misji Wojskowej w Londynie, której szefem był gen. dyw. Mieczysław Norwid-Neugebauer. Wiosną 1940 wziął udział w kampanii norweskiej jako zastępca szefa sztabu Samodzielnej Brygady Strzelców Podhalańskich. W 1945 pełnił służbę w Polskiej Misji Wojskowej przy Naczelnym Dowództwie Alianckich Sił Ekspedycyjnych.
Po wojnie pozostał na emigracji. W latach 50. przebywał w Stanach Zjednoczonych, gdzie w końcu omawianego dziesięciolecia był dyrektorem naczelnym luksusowego hotelu Carlyle Hotel w Nowym Jorku.
Jego żoną była projektantka mody Fira Benenson (1898–1977). 

## Ordery i odznaczenia
- Krzyż Srebrny Orderu Wojskowego Virtuti Militari nr 2632 – 1921[17][18][19][20]
- Krzyż Walecznych[21]
- Złoty Krzyż Zasługi – 10 listopada 1928[22]
- Krzyż Oficerski Orderu Korony Rumunii
- Krzyż Kawalerski Orderu Legii Honorowej – 1924
- Krzyż Kawalerski belgijskiego Orderu Korony
- norweski Krzyż Wojenny nr 102
- Medal Zwycięstwa